# Laboratoire de spectrométrie ionique et moléculaire
Le Laboratoire de spectrométrie ionique et moléculaire (LASIM) est une unité de recherche spécialisée dans la recherche en physique atomique, moléculaire et optique. Son siège est situé à Villeurbanne, dans le département du Rhône. Il fusionne avec le LPCML et le LPMCN pour devenir l'Institut lumière matière (UMR 5306) le 1er janvier 2013.
Le laboratoire travaille sous plusieurs tutelles : le CNRS (UMR 5579) et l'université Claude-Bernard-Lyon-I.
Les études sont effectuées par dix équipes travaillant autour de quatre thèmes :
- Optique et nanosystèmes ;
- Ions, Agrégats et Biomolécules ;
- Spectroscopie, Laser et Applications ;
- Physico-chimie Théorique.